# N506 (België)
De N506 is een gewestweg in België tussen Basècles (N50) en Bernissart. De weg heeft een lengte van ongeveer 6 kilometer.
De gehele weg heeft twee rijstroken in beide rijrichtingen samen.

## Plaatsen langs N506
- Basècles
- Blaton
- Bernissart